# Староста (Украина)
Староста — административная должность местного самоуправления на Украине была введена в 2015 году для надлежащего представления интересов всех жителей старостинских округов в укрупненных территориальных общинах.
Согласно мониторингу Министерства развития общин, территорий и инфраструктуры Украины по реализации реформы местного самоуправления и территориальной организации власти в Украине по состоянию на 01 октября 2023 года местным советом было утверждено только 7482 старост, пока в составе территориальных общин по всей Украине было выделено 7567 старостинских округов.

## История

### Староста в ОТГ (2015–2020)
В 2014-2015 годах на Украине началась административно-территориальная реформа, в процессе которой смежные территориальные общины начали объединяться в более крупные объединенные территориальные общины (ОТГ). А для того чтобы интересы жителей всех сел и поселков в объединенных территориальных общинах были должным образом представлены, законом «О добровольном объединении территориальных общин » принятым 5 февраля 2015 года был введен институт старост, которые должны были избираться жителями соответствующих населенных пунктов и представлять их интересы в исполнительных органах совета ОТГ.Староста входил в исполнительный комитет совета ОТГ по должности, должен помогать жителям своего населенного пункта с подготовкой подачи документов в органы местного самоуправления, участвовать в подготовке бюджета ОТГ в части, касающейся его населенного пункта, а также осуществлять другие обязанности определенные в Положение о старосте, что утверждалось советом ОТГ. В частности, совет ОТГ мог уполномочивать старосту либо самостоятельно совершать нотариальные действия, либо передавать соответствующие документы от жителей в исполнительный орган совета и обратно.
Вопрос выборов старост регулировался Законом Украины «О местных выборах», принятым 14 июля 2015 года. Первые выборы старост назначались советом соответствующей ОТГ,  а до их проведения обязанности старосты выполняли председатели объединившихся общин. Постановлением Кабинета Министров от 22 июля 2016 староста отнесли к пятой категории должностей в органах местного самоуправления, а позже законом от 9 февраля 2017 года к шестой категории. Это позволило упорядочить структуру и условия оплаты труда новоизбранным старостам.
9 февраля 2017 года был принят закон, более четко определивший статус и полномочия старосты. Также этим законом было введено понятие «старостинского округа» ― территории, на которой выбирают старосту, и на которую распространяются его полномочия. Старостинские округа должны были образовываться советом ОТГ и могли состоять из нескольких сел и поселков кроме административного центра ОТГ. Также было зафиксировано за старостами право на гарантированное выступление в заседаниях совета ОТГ и его постоянных комиссий по вопросам, связанным с его округом, а также добавлены контролирующие функции по использованию объектов коммунальной собственности и состоянию благоустройства в его округе.Во время присоединения общин к ОТГ по упрощенной процедуре (с 19 марта 2017 года), присоединенная община становилась старостинским округом в новой общине, а ее председатель автоматически становился исполняющим обязанности старосты, сохраняя за собой размер и условия оплаты труда, которые он имел ранее.